# البعث الرياضي ببوحجلة
البعث الرياضي ببوحجلة هو فريق كرة قدم تونسي تأسس عام 1963 في مدينة بوحجلة ، ولاية القيروان يلعب هذا الفريق في الرابطة المحترفة الثانية لكرة القدم لأول مرة في تاريخ النادي موسم 2023-2024

## وصلة خارجية
- صفحة البعث الرياضي ببوحجلة على موقع كوووة.